# Trentepohlia (Mongoma) ephippiata
Trentepohlia (Mongoma) ephippiata is een tweevleugelige uit de familie steltmuggen (Limoniidae). De soort komt voor in het Oriëntaals gebied.